# 397 до н. е.

## Події
- Воєнні трибуни з консульською владою Луцій Юлій Юл, Луцій Фурій Медулін (4-й раз), Луцій Сергій Фіденат, Авл Постумій Альбін Регіленсіс, Публій Корнелій Малугінський, Авл Манлій Вольсон Капітолін. В кінці року інтерекси Луцій Валерій, Квінт Сервілій і Марк Фурій Каміл.
- Війна Риму з еквами біля Лабиків, де було скоєно напад на римську колонію.
- Війна Риму з вольсками біля Анксуру.
- Війна Риму з Тарквініями.
- Повернення в Рим послів із Дельфів.
- Обрання трьох інтеррексів у Римі.
- У Спарті розкрито і придушено заколот Кінадона.
- Афінський полководець Конон за рекомендацією тирана Саламіну Кіпрського Евагора вступає на перську службу.
- Карфагенська армія на чолі з Гімільконом висаджується в Панормі і примушує Діонісія Сіракузького зняти облогу Сегести і відступити до Сіракуз. Здобувши Мессану, карфагені розбили грецький флот у битві при Катані і обложили Сіракузи. До Діонісія на допомогу прибув спартанець Фаракід. Після довгої облоги в армії карфагенців спалахує епідемія.
- У Афінах архонт-епонім — Суніад.

## Народились
- Антипатр — діадох.